# Pat Boot

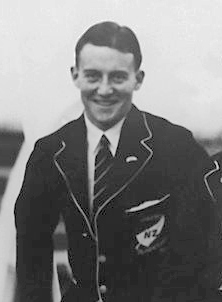
Vermont Patrick Boot (1936)

Vernon Patrick „Pat“ Boot (* 22. Oktober 1914 in Kaikoura; † 5. Januar 1947 in Gisborne) war ein neuseeländischer Mittelstreckenläufer.
Bei den Olympischen Spielen 1936 in Berlin schied er über 800 m im Halbfinale aus.
1938 gewann er bei den British Empire Games in Sydney Gold über 880 Yards und Bronze im Meilenlauf mit persönlichen Bestzeiten von 1:51,2 min (entspricht 1:50,5 min über 800 m) und 4:12,6 min.